# NXT No Mercy (2024)
Pour les articles homonymes, voir No Mercy.
L'édition 2024 de NXT No Mercy est un Premium Live Event de catch (lutte professionnelle) produit par la World Wrestling Entertainment, une fédération de catch américaine qui est télédiffusée et visible en paiement à la séance sur le WWE Network. Cet événement met en avant les Superstars de NXT, le club-école de la compagnie. Il a eu lieu le 1er septembre 2024 à la Ball Arena à Denver (Colorado). Il s'agit de la 15e édition de No Mercy.

## Contexte
Les spectacles de la World Wrestling Entertainment (WWE) sont constitués de matchs aux résultats prédéterminés par les scénaristes de la WWE. Ces rencontres sont justifiées par des storylines – une rivalité avec un catcheur, la plupart du temps – ou par des qualifications survenues dans les shows de la WWE telles que Raw, SmackDown et NXT. Tous les catcheurs possèdent une gimmick, c'est-à-dire qu'ils incarnent un personnage gentil (Face) ou méchant (Heel), qui évolue au fil des rencontres. Un événement comme No Mercy est donc un événement tournant pour les différentes storylines en cours,.

## Tableau des matchs
| Ordre par numéros | Match* | Stipulation(s)                                                              |
| --- | --- | --------------------------------------------------------------------------- |
| 1 | Axiom et Nathan Frazer battent Chase U (Andre Chase et Ridge Holland) (c) (avec Duke Hudson, Riley Osborne et Thea Hail) | Tag Team match pour les NXT Tag Team Championship                           |
| 2 | Zachary Wentz bat Wes Lee                                                                                                | Match simple                                                                |
| 3 | Kelani Jordan (c) bat Wendy Choo                                                                                         | Match simple pour le NXT Women's North American Championship                |
| 4 | Oba Femi (c) bat Tony D'Angelo (avec Adrianna Rizzo, Channing "Stacks" Lorenzo et Luca Crusifino)                        | Match simple pour le NXT North American Championship                        |
| 5 | Roxanne Perez (c) bat Jaida Parker                                                                                       | Match simple pour le NXT Women's Championship                               |
| 6 | Ethan Page (c) bat Joe Hendry                                                                                            | Match simple pour le NXT Championship Trick Williams est l'arbitre spécial. |
| La lettre C placée entre parenthèses désigne la personne ou l’équipe championne en titre. * La carte peut être changée | |                                                                             |